# Станиша Жарковић
Станиша Жарковић (6. октобар 1963) је политичар и друштвени радник. Заменик је жупана Вировитичко-подравске жупаније и актуелни председник и оснивач више српских организација у Вировитици.
Председник је Коалиције „Српска слога“, Заједнице Срба Сјеверозападне Хрватске и Српског културно-просвјетног друштва „Просвјета“. Председник је Већа српске националне мањине Града Вировитица од 2011. године
Био је председник Већа српске националне мањине Вировитичко-подравске жупаније у два мандата од 2003. до 2011. године. У време другог мандата заједно још двојицом председика жупанијских већа српске националне мањине поднио је кривичну пријаву против Милорада Пуповаца и Раде Драгојевића због утаје 2,1 милиона куна коју је државно тужилаштво у Загребу одбацило.